# Mighty Ducks
Mighty Ducks è una serie televisiva animata statunitense prodotta dai Walt Disney Television.
In Italia la serie animata è ancora inedita.

## Personaggi

### Personaggi principali

#### Paperi
- Wildwing Flashblade
- Nosedive Flashblade
- Duke L'Orange
- Mallory McMallard
- Tanya Vanderflock
- Check "Grin" Hardwing

#### Umani
- Phil Palmfeather
- Capitan Klegghorn
- Thrash & Mookie
- Bernie "Buzz" Blitzman
- Dottor Huggerman

### Antagonisti

#### I Sauriani
- Lord Dragaunus
- Siege
- Chameleon
- Wraith
- Hunter Drones

#### Altri cattivi
- Dottor Droid
- Asteroth
- Falcone
- Lucretia DeCoy
- Dottor Swindle
- Daddy-o
- Dr. Pretorious

## Episodi
1. Il primo faccia a faccia (prima parte)
2. Il primo faccia a faccia (seconda parte)
3. Buzz, eroe del giorno
4. Operazione: Proteus
5. Operazione: Mago
6. Attento, Viper
7. Duri da morire
8. L'anatra narratrice
9. La rivolta delle macchine
10. Il talismano maledetto
11. Il tiro a volo
12. Tempi duri per le anatre
13. Duello sul ghiaccio
14. Abbasso la caccia
15. La testa
16. Anatre in tasca
17. Una partita rompi-tutto
18. Anatre nella miniera
19. I Ducks contro Brawn
20. Fattore disumano
21. La banda delle lucertole
22. Un mondo idilliaco
23. Attacco Zap
24. Serve un supereroe
25. Non picchiate la sorellina
26. Duello finale